# Godfried IV van Thouars
Godfried IV van Thouars (circa 1125 - 1173) was van 1151 tot aan zijn dood burggraaf van Thouars.

## Levensloop
Godfried IV was de tweede zoon van burggraaf Amalrik V van Thouars uit diens huwelijk met Agnes van Poitou, dochter van hertog Willem IX van Aquitanië.
In 1151 werd hij burggraaf van Thouars na het vroege overlijden van zijn oudere broer Willem I. In 1156 viel hij de naburige landerijen van heer Berlai van Montreuil aan en richtte er vernielingen aan. Daarna ondersteunde hij Godfried van Nantes en diens bondgenoten Lodewijk VII van Frankrijk, Robert I van Dreux, Hendrik I van Champagne en Theobald V van Blois in de strijd tegen diens broer, koning Hendrik II van Engeland. Hendrik II versloeg Godfried van Nantes en bezette de kastelen van Chinon, Loudun en Mirebeau. Op 16 augustus 1158 viel de koning van Engeland Thouars aan, waarna Godfried moest vluchten naar Puy-Béliard.
Thouars werd bezet en het kasteel van de stad werd vernield. Hendrik II stelde Briant de Martigné aan als gouverneur van Thouars, die na zijn overlijden in 1160 werd opgevolgd door Aimery de Bernezay. Later dat jaar gaf Godfried IV zich over aan de koning van Engeland en kon hij terugkeren naar Thouars. Hij beval de reconstructie van zijn kasteel en trok daarna op bedevaart naar Santiago de Compostella. 
In 1168 brak er in Poitou opnieuw een opstand uit tegen Hendrik II van Engeland. Godfried IV steunde de opstandelingen aangevoerd door graaf Willem VI van Angoulême, Godfried van Lusignan en graaf Adelbert IV van La Marche. Ze werden echter verslagen en moesten zich overgeven aan de Engelse koning.
Godfried IV van Thouars overleed in het jaar 1173. 

## Huwelijk en nakomelingen
Godfried IV was gehuwd met Aimée, dochter van heer Hugo VII van Lusignan. Ze hadden negen kinderen, waaronder:
- Amalrik VII (1152-1226), burggraaf van Thouars
- Gwijde (overleden in 1213), huwde in 1199 met hertogin Constance van Bretagne
- Hugo I (overleden in 1229/1230), burggraaf van Thouars
- Raymond I (overleden in 1234), burggraaf van Thouars
- Maria (1150-1211), vrouwe van Airvault, huwde met heer Peter van Chausseroye